# Zoe Bergermann
Zoe Bergermann (ur. 28 kwietnia 1994) – kanadyjska snowboardzistka, specjalizująca się w snowcrossie.

## Kariera
Po raz pierwszy na arenie międzynarodowej pojawiła się 7 stycznia 2011 roku w Mont Tremblant, gdzie w zawodach FIS Race zajęła trzecie miejsce w snowcrossie. W 2012 roku wystartowała na mistrzostwach świata juniorów w Sierra Nevada, zajmując piąte miejsce. W zawodach Pucharu Świata zadebiutowała 2 lutego 2013 roku w Blue Mountain, zajmując 25. miejsce. Tym samym już w swoim debiucie wywalczyła pierwsze pucharowe punkty. Pierwszy raz na podium zawodów tego cyklu stanęła 3 lutego 2018 roku w Feldbergu, kończąc rywalizację w snowcrossie na drugiej pozycji. W zawodach tych rozdzieliła Włoszkę Michelę Moioli i Francuzkę, Julię Mabileau.
W 2018 roku wystąpiła na igrzyskach olimpijskich w Pjongczangu, zajmując 23. miejsce. Taki sam wynik osiągnęła też podczas mistrzostw świata w Kreischbergu w 2015 roku i rozgrywanych dwa lata później mistrzostw świata w Sierra Nevada.

## Osiągnięcia

### Igrzyska olimpijskie
| Miejsce | Dzień     | Rok  | Miejscowość | Konkurencja | Zwyciężczyni   |
| ------- | --------- | ---- | ----------- | ----------- | -------------- |
| 23.     | 16 lutego | 2018 | Pjongczang  | Snowcross   | Michela Moioli |

### Mistrzostwa świata
| Miejsce | Dzień       | Rok  | Miejscowość   | Konkurencja         | Zwyciężczyni       |
| ------- | ----------- | ---- | ------------- | ------------------- | ------------------ |
| 23.     | 16 stycznia | 2015 | Kreischberg   | Snowcross           | Lindsey Jacobellis |
| 23.     | 12 marca    | 2017 | Sierra Nevada | Snowcross           | Lindsey Jacobellis |
| 21.     | 11 lutego   | 2021 | Idre Fjäll    | Snowcross           | Charlotte Bankes   |
| 8.      | 12 lutego   | 2021 | Idre Fjäll    | Snowcross drużynowy | Australia          |

### Puchar Świata

#### Miejsca w klasyfikacji generalnej SBX
- sezon 2012/2013: 34.
- sezon 2013/2014: 27.
- sezon 2015/2016: 9.
- sezon 2016/2017: 14.
- sezon 2017/2018: 9.

#### Miejsca na podium
1. Feldberg – 3 lutego 2018 (snowcross) - 2. miejsce